# Sciobia alluaudi
Sciobia alluaudi är en insektsart som först beskrevs av Bolívar, I. 1925.  Sciobia alluaudi ingår i släktet Sciobia och familjen syrsor. Inga underarter finns listade i Catalogue of Life.